# Tryńcza (gromada)
Tryńcza – dawna gromada, czyli najmniejsza jednostka podziału terytorialnego Polskiej Rzeczypospolitej Ludowej w latach 1954–1972.
Gromady, z gromadzkimi radami narodowymi (GRN) jako organami władzy najniższego stopnia na wsi, funkcjonowały od reformy reorganizującej administrację wiejską przeprowadzonej jesienią 1954 do momentu ich zniesienia z dniem 1 stycznia 1973, tym samym wypierając organizację gminną w latach 1954–1972.
Gromadę Tryńcza z siedzibą GRN w Tryńczy utworzono – jako jedną z 8759 gromad na obszarze Polski – w powiecie przeworskim w woj. rzeszowskim na mocy uchwały nr 31/54 WRN w Rzeszowie z dnia 5 października 1954. W skład jednostki weszły obszary dotychczasowych gromad Tryńcza, Głogowiec (bez przysiółka Kępa), Ubieszyn i Wólka Małkowa ze zniesionej gminy Tryńcza w tymże powiecie, w ramach Zarządzenia Prezydium Wojewódzkiej Rady Narodowej w Rzeszowie z dnia 18 listopada 1954 r. w sprawie ogłoszenia uchwał Wojewódzkiej Rady Narodowej w Rzeszowie z dnia 5 października 1954 r., dotyczących reformy podziału administracyjnego wsi.
Dla gromady ustalono 25 członków gromadzkiej rady narodowej.
Gromada przetrwała do końca 1972 roku, czyli do kolejnej reformy gminnej. 1 stycznia 1973 w powiecie przeworskim reaktywowano gminę Tryńcza.